# 1957年の日本シリーズ
1957年の日本シリーズ（1957ねんのにっぽんシリーズ、1957ねんのにほんシリーズ）は、1957年10月26日から11月1日まで行われた第8回プロ野球日本選手権シリーズである。セ・リーグ優勝チームである読売ジャイアンツ（巨人 - 水原茂監督）とパ・リーグ優勝チームである西鉄ライオンズ（西鉄 - 三原脩監督）の対戦である。後楽園球場と平和台球場で行われた。

## 概要
「水原巨人」と「三原西鉄」の対決は、1956年〜1958年の3年連続であったが、本シリーズは「2年目」にあたる。
西鉄が4勝0敗1引き分けで制したもので、その4勝はいずれも1点差であった。この「1点差4連勝」について、点差以上の力の差が両チームにあったという見方がなされている。なかでも、巨人の投手陣の不安定さ、広岡達朗が故障で欠場しがちであったことなどがあげられている。
本シリーズは、引き分けを挟むが、4勝無敗で制された初のシリーズとなる（シリーズ4連勝は引き分けを挟まないストレート勝ちの場合は、その後2021年時点で7例）。引き分けを挟んでの4勝無敗優勝は、他に1975年の阪急ブレーブス（vs広島東洋カープ、2分け）がある。なお三原は、1960年に大洋ホエールズ監督として、「1点差ストレート4連勝」で日本シリーズを制している。

## 試合結果
| 日付                                 | 試合   | ビジター球団（先攻） | スコア   | ホーム球団（後攻） | 開催球場   |
| ------------------------------------ | ------ | -------------------- | -------- | ------------------ | ---------- |
| 10月26日（土）                       | 第1戦  | 読売ジャイアンツ     | 2 - 3    | 西鉄ライオンズ     | 平和台球場 |
| 10月27日（日）                       | 第2戦  | 読売ジャイアンツ     | 1 - 2    | 西鉄ライオンズ     | 平和台球場 |
| 10月28日（月）                       | 移動日 | 移動日               | 移動日   | 移動日             | 移動日     |
| 10月29日（火）                       | 第3戦  | 雨天中止             | 雨天中止 | 雨天中止           | 後楽園球場 |
| 10月30日（水）                       | 第3戦  | 西鉄ライオンズ       | 5 - 4    | 読売ジャイアンツ   | 後楽園球場 |
| 10月31日（木）                       | 第4戦  | 西鉄ライオンズ       | 0 - 0    | 読売ジャイアンツ   | 後楽園球場 |
| 11月1日（金）                        | 第5戦  | 西鉄ライオンズ       | 6 - 5    | 読売ジャイアンツ   | 後楽園球場 |
| 優勝：西鉄ライオンズ（2年連続2回目） |        |                      |          |                    |            |

### 第1戦
10月26日　平和台球場　入場者数：23992人
| 巨人 | 1 | 0 | 0 | 0 | 0 | 0 | 1 | 0 | 0 | 2 |
| 西鉄 | 0 | 0 | 0 | 1 | 0 | 1 | 1 | 0 | X | 3 |

| （巨） | 義原、藤田、●大友（1敗）、木戸、別所 - 藤尾、森 |
| （西） | ○稲尾（1勝） - 和田                             |
| 本塁打 |                                                 |
| （西） | 豊田1号ソロ（6回義原）                          |

[審判]パ二出川（球）セ筒井、パ横沢三、セ円城寺（塁）パ角谷、セ小柴（外）
公式記録関係（日本野球機構ページ）

### 第2戦
10月27日　平和台球場　入場者数：24373人
| 巨人 | 0 | 0 | 0 | 0 | 0 | 0 | 0 | 0 | 1  | 1 |
| 西鉄 | 0 | 0 | 0 | 0 | 0 | 0 | 0 | 0 | 2x | 2 |

| （巨） | ●堀内（1敗）、藤田 - 藤尾、森 |
| （西） | ○河村（1勝）- 和田            |
| 本塁打 |                               |
| （巨） | 宮本1号ソロ（9回河村）        |

[審判]セ島（球）パ横沢三、セ筒井、パ角谷（塁）セ小柴、パ浜崎（外）
公式記録関係（日本野球機構ページ）

### 第3戦
10月30日　後楽園球場　入場者数:30484人
| 西鉄 | 0 | 0 | 0 | 0 | 0 | 2 | 2 | 1 | 0 | 5 |
| 巨人 | 2 | 0 | 0 | 0 | 0 | 0 | 0 | 2 | 0 | 4 |

| （西） | ○稲尾（2勝）- 和田                                   |
| （巨） | ●義原（1敗）、堀内、藤田 - 藤尾                      |
| 本塁打 |                                                      |
| （西） | 大下1号2ラン（6回義原）、関口1号ソロ（8回藤田）      |
| （巨） | 与那嶺1号ソロ（1回1点稲尾）、宮本2号2ラン（8回稲尾） |

[審判]パ二出川（球）セ円城寺、パ角谷、セ小柴（塁）パ浜崎、セ筒井（外）
公式記録関係（日本野球機構ページ）

### 第4戦
10月31日　後楽園球場　入場者数：27649人（延長10回） 
| 西鉄 | 0 | 0 | 0 | 0 | 0 | 0 | 0 | 0 | 0 | 0 | 0 |
| 巨人 | 0 | 0 | 0 | 0 | 0 | 0 | 0 | 0 | 0 | 0 | 0 |

| （西） | 河村、島原、- 日比野、和田 |
| （巨） | 木戸、堀内 - 藤尾、森      |

[審判]セ島（球）パ横沢三、セ小柴、パ二出川（塁）セ円城寺、パ角谷（外）
巨人、西鉄ともに無得点で延長10回引き分けに終わった。
公式記録関係（日本野球機構ページ）

### 第5戦
11月1日　後楽園球場　入場者数：30519人
| 西鉄 | 1 | 0 | 0 | 0 | 1 | 4 | 0 | 0 | 0 | 6 |
| 巨人 | 0 | 0 | 1 | 0 | 2 | 0 | 0 | 2 | 0 | 5 |

| （西） | 若生、西原、河村、○島原（1勝） - 和田            |
| （巨） | 別所、藤田、●木戸（1敗）、義原 - 森、藤尾        |
| 本塁打 |                                                  |
| （西） | 和田1号ソロ（5回藤田） 和田2号3ラン（6回義原）   |
| （巨） | 十時1号ソロ（3回若生）、川上哲1号ソロ（8回河村） |

[審判]パ浜崎（球）セ筒井、パ横沢三、セ円城寺（塁）パ角谷、セ小柴（外）
公式記録関係（日本野球機構ページ）

## 表彰選手
- 最優秀選手賞　大下弘（西）
- 首位打者賞　大下弘（西）
- 最優秀投手賞　稲尾和久（西）
- 技能賞　和田博実（西）
- 優秀選手賞　豊田泰光（西）
- 敢闘賞　宮本敏雄（巨）

## テレビ・ラジオ中継

### テレビ中継
- 第1戦:10月26日
  - NHKテレビ 実況：岡田実 解説：石本秀一
  - 日本テレビ・大阪テレビ・中部日本放送 実況：中村鋭一（朝日放送） 解説：浜崎真二 ゲスト：山田穣（当時の九州大学総長）
- 第2戦:10月27日
  - NHKテレビ 実況：岡田実 解説：小西得郎
  - 日本テレビ・大阪テレビ・中部日本放送 実況：小林一繁（朝日放送） 解説：浜崎真二 ゲスト：山田穣
- 第3戦:10月30日
  - 日本テレビ・大阪テレビ・中部日本放送 実況：越智正典（日本テレビ） 解説：中澤不二雄
- 第4戦:10月31日
  - NHKテレビ 実況：志村正順 解説：小西得郎
  - 日本テレビ・大阪テレビ・中部日本放送 解説：中澤不二雄
- 第5戦:11月1日
  - NHKテレビ 実況：岡田実 解説：石本秀一
  - 日本テレビ・大阪テレビ・中部日本放送 実況：越智正典（日本テレビ） 解説：中澤不二雄 ゲスト解説：南村侑広（巨人を退団し引退）

1957年当時、福岡に民放テレビ局は開局していなかった。また、当時は東京以外には民放テレビ局が1つずつしかなかったため、現在のネットワーク系列とは異なる放送局（事実上、NTVとラジオ東京=KRT。現・TBSテレビとのクロスネット）で中継されていた。

### ラジオ中継
- 第1戦:10月26日
  - NHKラジオ第2 実況：志村正順 解説：小西得郎
  - 九州朝日放送ほか 実況：小城慶一 ゲスト解説：山本一人（南海監督）
  - 日本短波放送（録音）
- 第2戦:10月27日　
  - NHKラジオ第2 実況：志村正順 解説：石本秀一
  - 九州朝日放送ほか 実況：長谷川弘志 ゲスト解説：山本一人
  - 日本短波放送（録音）
- 第3戦:10月30日
  - NHKラジオ第2 実況：岡田実 解説：小西得郎
  - 朝日放送ほか 実況：西村一男 解説：宇野光雄
  - 日本短波放送（録音） 実況：石倉輝夫 解説：飯島滋弥
- 第4戦:10月31日
  - NHKラジオ第2 実況：野瀬四郎 解説：石本秀一
  - 朝日放送ほか 実況：村上守 解説：宇野光雄
  - 日本短波放送（録音） 実況：阿部晃久 解説：大島信雄
- 第5戦:11月1日
  - NHKラジオ第2 実況：志村正順 解説：小西得郎
  - 朝日放送ほか 実況：中村鋭一 解説：宇野光雄
  - 日本短波放送（録音） 実況：宮和夫 解説：飯島滋弥